# Sľažany
Sľažany és un poble i municipi d'Eslovàquia que es troba a la regió de Nitra, al sud-oest del país.

## Història
La primera menció escrita de la vila es remunta al 1156.

## Demografia
| Godina             | 1994 | 2004   | 2014   | 2024   |
| ------------------ | ---- | ------ | ------ | ------ |
| Nombre de persones | 1711 | 1704   | 1719   | 1690   |
| Diferència         |      | −0,40% | +0,88% | −1,68% |

| Godina             | 2023 | 2024   |
| ------------------ | ---- | ------ |
| Nombre de persones | 1688 | 1690   |
| Diferència         |      | +0,11% |